# Campus central de la Universitat Nacional Autònoma de Mèxic
El Campus central de la Universitat Nacional Autònoma de Mèxic, coneguda col·loquialment com a "CU" o "CU", és el conjunt d'edificis i espais que conformen el campus principal de la Universitat Nacional Autònoma de Mèxic (UNAM), ubicat a la rodalia del Pedregal de San Angel, al sud de la Ciutat de Mèxic. El 28 de juny de 2007 va ser inscrita com a Patrimoni de la Humanitat per la UNESCO.